# A Guy Named Joe
A Guy Named Joe is een Amerikaanse oorlogsfilm uit 1943 onder regie van Victor Fleming.

## Verhaal
De film speelt zich af tijdens de Tweede Wereldoorlog. Pete Sandidge is de roekeloze Amerikaanse piloot van de North American B-25 Mitchell, een bommenwerper in Engeland. Hij is verliefd op Dorinda Durston, een pilote die werkzaam is in de Verenigde Staten. Kilpatrick is zijn officier die hem aanvankelijk met een groep mensen naar Schotland stuurt. Later biedt hij hem aan om terug te keren naar de Verenigde Staten en daar te werken als vlieginstructeur. Onder druk van zijn vriendin accepteert hij dit aanbod. Hij moet echter nog een laatste vlucht maken in Europa, met zijn kameraad Al Yackey.
Tijdens deze missie is Pete op zoek naar het Duitse vliegdekschip, de Graf Zeppelin. Tijdens een aanval op dit vliegdekschip wordt het vliegtuig ernstig beschadigd en stort in zee. Pete overleeft dit niet en belandt in de hemel. Daar loopt hij Dick Rumney tegen het lijf, een oude vriend die stierf na een vliegramp. Pas op dat moment realiseert hij zich dat hij niet langer in leven is. Dick brengt hem naar een generaal, die hem een opdracht geeft. Pete wordt teruggestuurd naar de aarde, waar inmiddels een jaar verstreken is.
Daar moet hij Ted Randall helpen, een jonge en nog onervaren, maar ambitieuze piloot. Na het afronden van zijn opleiding krijgt Ted een eigen P-38 Lightning, een jachtvliegtuig. Pete komt al gauw tot de ontdekking dat zijn officier Al Yackey was. De zaken worden ingewikkelder als Ted de nog steeds zeer verdrietige Dorinda ontmoet. Ze worden verliefd op elkaar en een verloving volgt niet veel later. Pete kan dit moeilijk accepteren, maar weet dat hij er niets tegen kan doen. Aan het einde van de film leidt Pete haar in een gevaarlijke opdracht, waarbij ze Japanse explosieven dient te vernietigen. Na een veilige terugkeer wordt ze omarmd door Ted en Pete aanvaardt dat Dorinda van een ander houdt.

## Rolverdeling
| Acteur                 | Personage       |
| ---------------------- | --------------- |
| Spencer Tracy          | Pete Sandidge   |
| Irene Dunne            | Dorinda Durston |
| Van Johnson            | Ted Randall     |
| Ward Bond              | Al Yackey       |
| James Gleason          | Kilpatrick      |
| Lionel Barrymore       | Generaal        |
| Barry Nelson           | Dick Rumney     |
| Esther Williams        | Ellen Bright    |
| Charles Smith (acteur) | Sanderson       |
| Addison Richards       | James J. Rourke |
| Henry O'Neill          | Kolonel Sykes   |
| Don DeFore             | Majoor Corbett  |

## Achtergrond
De film ging in het najaar van 1942 in productie. Aanvankelijk ging de rol van Ted Randall naar Robert Young, maar de makers besloten hem in februari 1943 te vervangen door Van Johnson, in de hoop een tienerpubliek te trekken. Johnson was destijds een nieuwkomer in Hollywood en vreesde dat regisseur Victor Fleming en tegenspeelster Irene Dunne weigerden om met hem te samenwerken. Volgens de acteur probeerde Dunne hem op zijn gemak te stellen door zelf te doen alsof ze net zo nerveus als de acteur was.
Pas toen de opnames net van start waren gegaan, raakte Johnson betrokken bij een ernstig auto-ongeluk. Hij raakte ernstig gewond en overleefde het ongeluk bijna niet. Toen de filmmakers kregen te horen dat hij een lang herstel nodig had, kondigden ze aan hem te vervangen door een ander acteur. Hoofdrolspeler Spencer Tracy was hiertegen en dwong de regisseur om eerst alle scènes zonder Johnson op te nemen en te wachten op zijn herstel. De studio gaf hem toestemming, op voorwaarde dat hij en Fleming tegenspeelster Dunne niet langer zouden behandelen als grof vuil. Johnson bleef Tracy altijd dankbaar en vertelde in vraaggesprekken dat hij zijn carrière aan hem dankte.
Mede door het ongeluk was de film vijf maandenlang in productie. In tussentijd maakte Dunne de film The White Cliffs of Dover (1944). De première vond plaats op Kerstmis 1943. De film werd een enorm succes en bracht 5,3 miljoen dollar in winst op. Het was een van de populairste films van dat jaar en zorgde ervoor dat Johnson doorbraak als tieneridool. Ook de pers was enthousiast over A Guy Named Joe. Het tijdschrift Life noemde de film 'sterk en spannend' en gaf lof aan de acteeroptredens en 'realistische vliegopnames'.
Naar verluidt is de film een van Steven Spielbergs favorieten. In 1989 bracht hij een nieuwe versie uit, Always.

## Prijzen en nominaties
| Jaar | Prijs  | Categorie                | Genomineerde(n)               | Uitslag     |
| ---- | ------ | ------------------------ | ----------------------------- | ----------- |
| 1945 | Oscars | Beste Originele Scenario | David Boehm, Chandler Sprague | Genomineerd |